# فرمان و تسخیر: ژنرال‌ها - ساعت صفر
فرمان‌بده و فتح‌کن: ژنرال‌ها - ساعت صفر (به انگلیسی: Command & Conquer: Generals - Zero Hour) یک بسته تکمیلی برای بازی فرمان‌بده و فتح‌کن: ژنرال‌ها هفمین قسمت از سری فرمان‌بده و فتح‌کن است که طی سالهای ۲۰۰۳ تا ۲۰۰۵ برای دو سکوی مک‌سافت و ویندوز ارائه شد.
در این بازی سه گروه وجود دارند یعنی ایالات متحده و چین به عنوان دو ابرقدرت و ارتش آزادی‌بخش جهانی(GLA) که ماهیتی عربی دارد و قصد نابود کردن ارتش چین و آمریکا را دارد و در این راه تمرکزش روی سلاح‌های میکروبی ست. بیش از ۹۵٪ سلاح‌هایی که در این بازی مطرح شده‌اند حقیقی هستند.
همچنان سه گروه GLA، آمریکا و چین وجود دارد اما با ۹ ژنرال (پیشفرض سه ژنرال برای هر گروه) که هر یک در زمینه خاص تخصص دارند. ابرسلاح لیزر (ارتش)، نیروی هوایی و سلاح‌های تخریب گسترده (نیروی دریایی) برای آمریکا، تانک، پیاده‌نظام و سلاح اتمی برای چین، استتار، میکروبی-شیمیایی و بمبگذاری برای جی‌ال‌ای. ابرسلاح USA بنام Particle up-link Cannon یا توپ لیزری اتمی (ذره‌ای) می‌باشد. ابرسلاح GLA بنام SCUD STORM یا طوفان سکاد شامل هشت موشک سکاد مجهز به کلاهک میکروبی است؛ و ابرسلاح چین سلاح‌های اتمی تاکتیکی سطح پایین است از توپ تا موشک با کلاهک اتمی با قدرت تخریب سطح پایین. در نسخه اول فقط گروه‌ها وجود داشتند و ژنرال‌ها در بسته تکمیلی ساعت صفر اضافه شدند. با این که در روی جلد نسخهٔ اصلی zero hour عکس کشتی می‌باشد اما در داستان بازی چه کمپین چه چالش، کشتی و ناو هواپیمابر فقط محدود به تأمین نیروی هوایی در برخی مراحل بازی می‌شود. پتچ‌ها یا بهینه‌سازهای بعدی غیر اصل (سوم شخص) به کمک نقشه‌ساز خود بازی به نام جهان‌ساز و برخی ویرایش‌های کوچک در بازی تیم‌ها و سلاح‌های جدید را اضافه می‌کرد که شامل استفاده از کشتی نیز می‌شود. برای این بازی بیش از دویست مد ساخته شده‌است.

## موسیقی بازی
موسیقی بازی بسیار خوب طراحی شده به‌طوری‌که وقتی با GLA یا همان Global Liberation Army بازی می‌کنید موسیقی‌های اصیل عربی پخش می‌شود و هنگام بازی با USA آهنگ‌های ارتشی آمریکا در پس زمینه بازی پخش خواهد شد که می‌تواند بازیکن را در محیط بازی قرار دهد موسیقی‌های بازی بسیار مهیج گلچین شده و در هنگام حمله و زمان دفاع و آرامش در بازی فرق می‌کند که به‌طور کلی می‌توان آن را یکی از حسن‌های بازی به‌شمار آورد.

## داستان بازی

### خلاصه نسخه یک
در نسخه اول، GLA با یک موشک سویز منطقه‌ای در پکن را ویران کرده و GLA پس از شکست خوردن از چین دوباره خودش را احیا می‌کند. در فصل پایانی کمپین نسخه اول آمریکا با یک گروه شکست خورده از چین یک ائتلاف تشکیل داده و GLA را شکست می‌دهد.

### یواس‌ای
در ساعت صفر این بار GLA از پایگاه فضایی بایکونور در قزاقستان ابتدا یک پایگاه دریایی ایالات متحده در اروپای شمالی را با موشک سویز مجهز به یک سلاح میکروبی هدف قرار می‌دهد. آمریکا بلافاصله ضدحمله را برای تخریب آن پایگاه فضایی آغاز می‌کند تا جلوی پرتاب شدن موشک بعدی را بگیرد. زمانی که نیروهای بشردوست با پشتیبانی یک گروه حمل‌کننده ضربت (ناو هواپیمابر نیروی دریایی ایالات متحده با پشتیبانی ناوهای جنگی یا کرویزر) در حال کمک‌رسانی به موگادیشو در سومالی بودند جزئیات یک آزمایشگاه میکروبی GLA بواسطه یک سری اسناد آشکار می‌شود. بلک لوتوس چین و کلونل برتن آمریکا به همراه تک‌آوران ارتش ایالات متحده در پی نابود کردن این آزمایشگاه سلاح‌های میکروبی می‌روند. مدتی بعد، ایالات متحده متوجه می‌شود که «دکتر ثرکس» یک ژنرال GLA یک نوع مرگبار تر از سیاه‌زخم(anthrax) به نام Anthrax Gamma را تولید کرده‌است. آمریکا سعی می‌کند منابع مالی دکتر ثرکس را که از میدان‌های نفتی در ایران تأمین می‌شد را قطع کند. زمانی که آمریکا محل پایگاه عملیاتی ثرکس را مشخص می‌کند، آن‌ها کشف می‌کنند که او قصد دارد تعداد زیادی موشک که با این سلاح میکروبی بارگذاری شده را به سمت مراکز پرجمعیت در داخل ایالات متحده پرتاب کند. یک حمله ضربتی سریع توسط ایالات متحده به کمک یک گروه GLA که از دیوانگی میکروبی ثرکس ترسیده و از او روبرگردانده بود، موفق می‌شوند جلوی ثرکس و پرتاب موشک را بگیرند.

### جی‌ال‌ای
GLA اگر چه با شکست ثرکس ناامید شده اما با روی کار آمدن ژنرال جدید یعنی مهمر یا معمر «Deathstrike» دلگرم می‌شود. ابتدا تلاش می‌کند تا گروه‌های جدا شده GLA را مجدد تحت رهبری Deathstrike متحد کند که پس از حذف نیروهای پرنس کَساد در مصر و دزدیدن فناوری استتار او موفق می‌شود و در پی راندن امریکایی‌ها از اروپا بر می‌آید. بر خلاف فناوری ظاهراً قدیمی و منسوخ GLA، این گروه موفق می‌شود تا آسیب‌های شدیدی به آمریکا وارد کند و با تصاحب کردن یک particle up-link cannon از امریکایی‌ها آن را برای نابود کردن یک یواس‌اس رونالد ریگان (سی‌وی‌ان-۷۶) به کار ببرند (نصف کردن از راست به چپ همان‌طور که روی جلد بازی پیداست) و به ساحل غربی ایالات متحده نفوذ کرده تا محموله‌های سمی را از یک تأسیسات ذخایر شیمیایی بدزدند. این جریان وقتی به اوج خود می‌رسد که GLA پس از تسخیر یک پایگاه نظامی چینی و سلاح‌های آن به پایگاه فرماندهی آمریکا در اروپا در Vaihingen (فاینن به آلمانی) در اشتوتگارت (Stuttgart) آلمان یورش می‌برد. هدف اصلی GLA کامل می‌شود و شروع می‌کنند به تاخت و تاز به اروپای آسیب‌پذیر و ساختن یک حکومت سرکوبگر.

### چین
پی‌ال‌ای یا ارتش آزادی‌بخش خلق چین برای کمک به آمریکا و ضد حمله علیه جی‌ال‌ای به خاطر استفاده توهین‌آمیز و شرم‌آور آن‌ها از تکنولوژی چینی برای به دست آوردن پایگاه فرماندهی اروپایی ایالات متحده، به اروپا فرستاده شده‌است. برای جلوگیری از استفاده سلاح پیشرفته آمریکایی توسط جی‌ال‌ای، چین یک موشک اتمی را به آن پایگاه نظامی آمریکا که توسط جی‌ال‌ای تسخیر شده پرتاب می‌کند و نیروهای خود را به آلمان می‌فرستد جایی که متهاجمان جی‌ال‌ای متمرکز شده‌اند. چین امنیت و نیروی دفاعی کشورش را برای پیشگیری از حمله و نفوذ جی‌ال‌ای تقویت می‌کند. این کار زمانی نتیجه می‌دهد که یک نیروگاه اتمی چین توسط جی‌ال‌ای مورد حمله قرار می‌گیرد. همچنین شورای امنیت از چین می‌خواهد تا در برنامه نظامی اش خودداری پیشه کند و چین می‌پذیرد. آن‌ها بعداً یک کلان‌شهر اروپایی که توسط جی‌ال‌ای سرکوب شده بود را آزاد می‌کنند که باعث رشد وجهه بین‌المللی چین می‌شود. جی‌ال‌ای سعی می‌کند عقب‌نشینی کند، اما نیروهایشان با چین روبرو شده و نابود می‌شوند. درنهایت، جی‌ال‌ای که شکست خورده، کنترل یک پایگاه نظامی متروکه آمریکایی را بدست گرفته و از سلاح‌های آن علیه ارتش چینی استفاده می‌کند. چین موفق شده و اروپا را از نفوذ جی‌ال‌ای پاکسازی می‌کند. پیمان متحد اروپایی-آسیایی با اروپای آزاد شده چین را به یک ابرقدرت در سطح جهانی تبدیل می‌کند.

## محیط بازی

### جهان ساز
جنرالز شامل یک ویرایشگر نقشه به نام جهان ساز نیز می‌باشد.

## مدز، مدیفیکیشنز یا ویرایش‌ها
این بازی اجتماع فعالی از ویرایش‌های شخص سوم همراه گستره خوبی از تغییرات گوناگون برای گسترش و بازی مجدد دارد. ویرایش‌ها محبوب شامل Shockwave, Contra و Rise of the Reds.

## نرم‌افزار
یکی از بهترین و کاربردی‌ترین نرم‌افزار در زمینه بازی جنرال‌ها نرم‌افزار GenTool می‌باشد که تا ورژن ۷٫۳ انتشار یافته‌است.
www.Gentool.net

## نکات
1. ↑  Particle-beam weapon